# Aline Friede
Aline Friede (5. Juli 1856 in Lankozeem/Litauen – 24. März 1946 in Schwerin) war eine deutsche Opernsängerin (Alt, Mezzosopran, später dramatischer Sopran).

## Leben
Aline Friede stammt aus einer deutschbaltischen Familie und war die Tochter eines Gutsbesitzers. Sie studierte Gesang am Stern’schen Konservatorium in Berlin. Ihren ersten Konzertauftritt hatte sie 1881 in Riga. In der Spielzeit 1882/83 betrat sie am Opernhaus Leipzig als Altistin zum ersten Mal die Opernbühne. Im gleichen Fach wirkte sie am Stadttheater Danzig und am Opernhaus Köln. Bei Professor Julius Stockhausen vollzog sie dann den Übergang ins hochdramatische Fach und debütierte als „Elsa“ (Lohengrin) in Breslau. Mit der Antrittsrolle der „Jüdin“ trat sie 1891/92 in Magdeburg auf, später mit „Elsa“ in Königsberg und Nürnberg. Ebenfalls mit „Elsa“ trat sie 1897 in das Ensemble des Hoftheaters in Schwerin ein. Weitere wichtige Bühnenrollen waren die „Elisabeth“ im Tannhäuser, die „Isolde“ in Tristan und Isolde, die „Leonore“ in Fidelio, die „Hilde“ in Hans Pfitzners Der arme Heinrich sowie die Titelrolle in Max von Schillings’ Ingwelde. Ihre Bühnenkarriere beendete sie 1911 in Schwerin als „Brünnhilde“ in der Götterdämmerung. Danach wirkte sie weiterhin als Konzert- und Oratoriensängerin.
Sie stand in Korrespondenz mit Pjotr Iljitsch Tschaikowski. Ein Brief vom 28. Januarjul. / 9. Februar 1888greg. ist erhalten geblieben.